# بيل رايت (لاعب اتحاد الرغبي)
بيل رايت (بالإنجليزية: Bill Wright)‏ هو لاعب اتحاد الرغبي نيوزيلندي، ولد في 15 ديسمبر 1905 في أوكلاند في نيوزيلندا، وتوفي في 19 سبتمبر 1971.